# Вељи Брег
Вељи Брег (или ијекавска варијанта код локалног становништва Вељи Бријег) је насеље у општини Зубин Поток на Косову и Метохији. Површина катастарске општине Вељи Брег на којој се налази атар насеља износи 1.675 ha. На територији ове КО се налезе и села: Газиводе, Кобиља Глава, Падине и Штуоце. Насеље се налази на левој речној тераси Ибра. Добило је име по Великом Брегу изнад данашњег села. Ово село је измештано неколико пута, остаци старијег насеља су Селиште у близини Ибра, Развала и Градина на узвишењу близу ушћа Лучке реке у Ибар. Вељем Брегу припада и заселак Велико Штуоце поред Ибра. Положај села је доста повољан јер се налази у Радичпољској котлини на прилично равном терену, близу саобраћајне комуникације Рибариће-Косовска Митровица, која је магистралног карактера, и за коју је везан преко насеља Газиводе, и путем преко миниакумулације Вељи Брег. За развој насеља велики значај има и податак да је у близини Зубиног Потока као општинског и јединог урбанизованог насеља у општини. После ослобађања од турске власти место је у саставу Звечанског округа, у срезу митровичком, у општини радич-пољској и 1912. године има 296 становника (заједно са засеоком Штуоце).

## Демографија
- попис становништва 1948. године: 336
- попис становништва 1953. године: 302
- попис становништва 1961. године: 300
- попис становништва 1971. године: 240
- попис становништва 1981. године: 425
- попис становништва 1991. године: 462